# Edwin Howard Armstrong
Edwin Howard Armstrong (* 18. prosince 1890 New York – 1. února 1954 tamtéž) byl americký vynálezce známý zejména pro vynález frekvenční modulace a superheterodynu. Za své vynálezy získal řadu ocenění, například Franklinovu medaili (v roce 1941), Edisonovu medaili (v roce 1942) a francouzský Řád čestné legie.
Narodil se v New Yorku. V osmi letech se u něj objevil Sydenhamův syndrom, proto dva roky studoval doma. V letech 1909–1913 vystudoval elektrotechniku na Kolumbijské univerzitě v New Yorku. Na studium navázal prací asistenta na univerzitě, ovšem fakticky se skoro celý život financoval sám ze svých patentů – první objevy udělal ještě během studií. Nutnost obhajovat patenty byla ale sama o sobě finančně náročná a mnohaletý neúspěšný spor se společností Radio Corporation of America ho nakonec finančně natolik vyčerpal, že se pohádal s manželkou a poté, co ho opustila, se zabil skokem z okna.